# Shabana Mahmood
Shabana Mahmood (en ourdou شبانہ محمود), née le 17 septembre 1980 à Small Heath, est une avocate et femme politique britannique membre du Parti travailliste qui est députée pour Birmingham Ladywood depuis 2010.
Elle est nommée secrétaire d'État à la Justice le 5 juillet 2024 au sein du gouvernement Starmer.

## Jeunesse
Shabana Mahmood naît le 17 septembre 1980 et grandit à Small Heath (Birmingham),. Ses racines familiales viennent de Mirpur, dans l'Azad Cachemire, région autonome du Pakistan. Elle vit cinq ans à Taëf, en Arabie saoudite, après que son père y ait déménagé. Elle est diplômée du Lincoln College, à Oxford où elle étudie le droit et y est présidente de la Junior Common Room[Quoi ?].
Elle est avocate diplômée, spécialisée en indemnité professionnelle.

## Carrière parlementaire
Aux élections générales de 2010, Mahmood est élue pour Birmingham Ladywood avec une majorité de 10 105 voix, succédant au ministre du Travail Clare Short qui ne s'est pas représentée. Avec Rushanara Ali et Yasmin Qureshi, Mahmood est devenue l'une des premières femmes députées musulmanes du Royaume-Uni.
Mahmood occupe un certain nombre de postes ministériels sous le leader travailliste Ed Miliband. En octobre 2010, elle est nommée ministre fantôme des Affaires intérieures, devenant plus tard ministre fantôme des affaires, de l'innovation et des compétences, et secrétaire financier fantôme du Trésor en 2013.
À la suite des élections générales de 2015, elle est nommée secrétaire en chef de l'ombre au Trésor. En septembre 2015, à la suite de l'élection de Jeremy Corbyn à la tête du parti travailliste, Mahmood démissionne de son poste, affirmant qu'elle «est fortement en désaccord» avec lui sur l'économie.
En janvier 2016, elle est élue pour représenter le Parti travailliste parlementaire au Comité exécutif national du Labour et est réélue en juillet 2016,. En novembre 2016, elle est l'une des vice-présidentes du Labour's National Policy Forum.
Elle soutient Owen Smith dans la tentative ratée de remplacer Jeremy Corbyn lors de l'Élection à la direction du Parti travailliste britannique de 2016.
En novembre 2016, elle s'oppose à une motion du Parlement demandant au Royaume-Uni de retirer son soutien à l'Offensive au Yémen de l'Arabie saoudite.
Elle est réélue aux élections anticipées de 2017, augmentant son score à plus de 80%, l'une des plus élevées du pays; elle conserve son siège aux élections générales de 2019 avec une légère diminution de sa majorité substantielle.
Après le résultat désastreux du Labour aux élections de 2019, Mahmood est invitée à une commission lancée par Labour Together sur la performance électorale du parti. Elle est rejointe par Lucy Powell, Ed Miliband, Jo Platt et d'autres. Par conséquent, elle ne propose aucun candidat à l'Élection à la direction du Parti travailliste britannique de 2020.